# Estación de Dois Portos
La Estación Ferroviaria de Dois Portos, también conocida como Estación de Dois Portos, es una plataforma ferroviaria de la Línea del Oeste, que sirve a la parroquia de Dois Portos, en el ayuntamiento de Torres Vedras, en Portugal.

## Características

### Localización y accesos
Tiene acceso por la Calle Adriano Ramalho, junto a la localidad de Dois Puertos.

### Descripción física
En enero de 2011, contaba con dos vías de circulación, con 307 y 309 metros de longitud; las plataformas tenían 114 y 112 metros de extensión, mostrado ambas 70 centímetros de altura.